# Вулиці Жмеринки
Вулиці міста Жмеринка (Вінницька область, Україна), станом на 2011 рік, згідно з картою.

### 0—9
| Назва                            | Зображення | Мапа | Координати                                                                  | Колишня назва | Короткі відомості | Місцевість              |
| Вулиця 151-ї стрілецької дивізії |            |      | 49°01′49.6″ пн. ш. 28°04′41.4″ сх. д. / 49.030444° пн. ш. 28.078167° сх. д. | —             | Невелика тупикова вулиця у південно-західній частині міста. Бере початок від рондо, де перетинаються вул. Барляєва, вул. Будівельників ну і власне, вул. 151-ї стрілецької дивізії. Забудова по парній стороні багатоповерхова, по непарній — одно- та двоповерхова. Протяжність вулиці — 255 м. Покриття асфальтне, рух двосторонній. Названа на честь 151-ї стрілецької дивізії 67-го стрілецького корпусу 21-ї армії СРСР. | Добробут                |
| Вулиця 22 Січня                  |            |      | 49°02′49.8″ пн. ш. 28°06′27.9″ сх. д. / 49.047167° пн. ш. 28.107750° сх. д. | 9 січня       | Вулиця у центральній частині міста, що бере початок від вулиці Київської, а закінчується перетином із вулицею Кашевича. До неї прилучаються вулиця Михайла Ломоносова, провулки Мокрий та Краснодонський. Протяжність вулиці —500 м. Покриття ґрунтове. Рух двосторонній. Названа на честь Дня соборності України — 22 січня.                                                                                                 | Товарна                 |
| Вулиця 8 березня                 |            |      | 49°02′45.0″ пн. ш. 28°05′51.4″ сх. д. / 49.045833° пн. ш. 28.097611° сх. д. | —             | Невелика ґрунтована вулиця, що виконує роль проїзду між Магістральною вулицею та густозаселеним районом Теплоелектроцентралі. Довжина — 350 м. забудова приватна житлова, переважно одноповерхова. Рух двосторонній. Назва походить від Міжнародного жіночого дня — 8 березня. | Південно-Західний масив |

### А
| Назва                   | Зображення | Мапа | Координати                                                                  | Колишня назва | Короткі відомості | Місцевість                                    |
| Провулок Абрикосовий    |            |      | 49°02′29.5″ пн. ш. 28°07′18.2″ сх. д. / 49.041528° пн. ш. 28.121722° сх. д. | Колгоспний    | Знаходиться у центрально-східній частині міста. Простягається від вулиці Космонавтів, пересікає вулицю Братерства і завершується переходом у вулицю Транспортну. Протяжність провулку 350 м. Покриття ґрунтове, рух двосторонній. Забудова приватна, житлова, переважно одноповерхова. До провулку також прилучається вулиця Лялецька. Перейменований у процесі декомунізації, а нинішня назва уже символічна для даного району міста. | Заріччя                                       |
| Провулок Артилерійський |            |      | 49°01′59.8″ пн. ш. 28°05′57.2″ сх. д. / 49.033278° пн. ш. 28.099222° сх. д. | —             | Бере початок біля вулиці Птахіна і завершується на перехресті вулиці Михайла Коцюбинського. Протяжність провулку становить 326 м. Вулиця є типовою для мікрорайону — коротка, покриття незаасфальтоване, має численні паралелі: вулиці Львівська, Сакко і Ванцетті, провулок Юрія Смолича. Найближчий навчальний заклад Жмеринська загальноосвітня школа № 1 (забудова № 39). Провулок названий на честь червоноармійської артилерії   | Кавказ                                        |
| Вулиця Асмолова         |            |      | 49°03′04.5″ пн. ш. 28°05′58.3″ сх. д. / 49.051250° пн. ш. 28.099528° сх. д. | —             | Вулиця знаходиться у північно-західній частині міста, одна з центральних магістральних доріг, бере початок від вулиці Магістральної й завершується переходом у вулицю Визволення, неподалік від зупинки «Козацька». Покриття асфальне, рух двосторонній. По вулиці курсують автобуси маршруту № 2а. Протяжність вулиці 1,32 км. Названа на честь директора локомотивного депо, Героя Радянського Союзу Івана Никифоровича Асмолова.    | Першотравневий масив, Південно-Західний масив |

### Б
- Вулиця Бабаджаняна
- Провулок Бабаджаняна
- Тупик Бабаджаняна
- Базарний провулок
- Базарний тупик

Нижня частина вулиці Михайла Барляєва при в’їзді до міста

- Вулиця Анатолія Базилевича (колишня Чичерина[1])
- Проїзд Анатолія Базилевича (колишній Чичерина[1])

- Вулиця Барляєва На вулиці розміщено багато промислових підприємств: завод «Агромаш», Жмеринський елеватор, Жмеринська ферментаційно-тютюнова фабрика, завод «Сектор», ПП «Диліжанс», тощо. Також вулиця відома готелем «ЯкДональдз». На вулиці знаходиться вантажно-пасажирська залізнична станція «Жмеринка-Подільська». Вулицею проходять автобусні маршрути 1а, 1б, 7 (зупинки Подільська, 5-й км, Жмеринка-Подільська, завод «Сектор», Ферментаційно-тютюнова фабрика, Маслозавод). Довжина вулиці 2,34 км, рух двосторонній, покриття асфальтне.

- Батуринський провулок
- Вулиця Івана Богуна
- Вулиця Миколи Борецького (колишня Лазо[1])
- Вулиця Братерства (колишня Колгоспна[1])

- Вулиця Валерія Брезденюка (колишня Радянська[1], Банківська) бере початок від перехрестя з вулицею Михайла Грушевського, закінчується перехрестям із вулицею Васила Порика. Розташовується в місцевості Доваторський масив. Названа на честь радянської влади. Довжина 794 м, асфальтне покриття. Забудова переважно одноповерхова. Була однією із декількох вулиць по яких до 1904 року збудували єврейське містечко, так званий «штетл», тоді вона носила назву Банківська. Це була частина міста, де будували житла заможні люди. Але майже всі ті будинки зруйновані. Із тих що залишились — будинок на вулиці Центральній, що навпроти вулиці Радянської[3]. Вулицею проходить автобусний маршрут 1а.

- Вулиця Будівельників бере початок від Вулиці Кірова, закінчується тупиком. Довжина 412 м. Забудова переважно багатоповерхова. Мікрорайон Добробут. Названа на честь будівельників.

### В

Вулиця Визволення

- Вулиця Ватутіна бере початок на перехресті з вулицею Ударника і закінчується тупиком. Названа на честь Героя Радянського Союзу, генерала армії Ватутіна Миколи Федоровича — одного з чотирьох керівників фронтів, радянських воєначальників, що загинули під час Другої світової війни. Довжина 431 м, покриття — асфальт, рух двосторонній. Забудова житлова, одноповерхова. Лежить у Південно-Західному масиві паралельно вулицям М. Гавришка, Космонавта Комарова, І. Крилова та Магістральній.

- Вулиця Михайла Вербицького (колишній Тухачевського[1])

- Вербний провулок (колишній Артема[1]) бере початок від вулиці Кірова, закінчується переходом у вулицю Примакова. Місцевість Корчівка. Названа на честь радянського більшовика і революціонера Федора Сергєєва «Артема». Довжина вулиці 771 м, вулиця неширока, незаасфальтована поверхня, невеликі приватні будинки.

- Вулиця Верхня Базарна
- Вулиця Верхня Млинова
- Вулиця Верхня Трудова
- Веселий провулок
- Веселий тупик
- Вулиця Весняна

- Вулиця Визволення бере початок біля вулиці Асмолова і завершується на перехресті з вулицями Київської та Космонавтів. Довжина 529 м, асфальтне покриття, рух двосторонній. Є однією із магістральних вулиць Жмеринки. Вулицею проходить автобусний маршрут № 2а (зупинки Визволення, Козацька). Одноповерхова забудова. До складу вулиці входить залізничний міст через залізничну дільницю Жмеринка — Вінниця.

- Провулок Вилинського
- Вишневий провулок
- Вулиця Остапа Вишні (колишня Тельмана[1])
- Вулиця Відродження
- Військовий провулок
- Вінницький провулок
- Вітчизняна вулиця (колишня Піонерська[1])
- Вітчизняний провулок (колишній Піонерський[1])
- Вулиця Володимира Вовкодава (колишня Воровського[1])
- Вулиця Вознесенська (колишня Якіра[1])
- Вузький провулок

### Г
- Вулиця Гавришка
- Вулиця Юрія Гагаріна

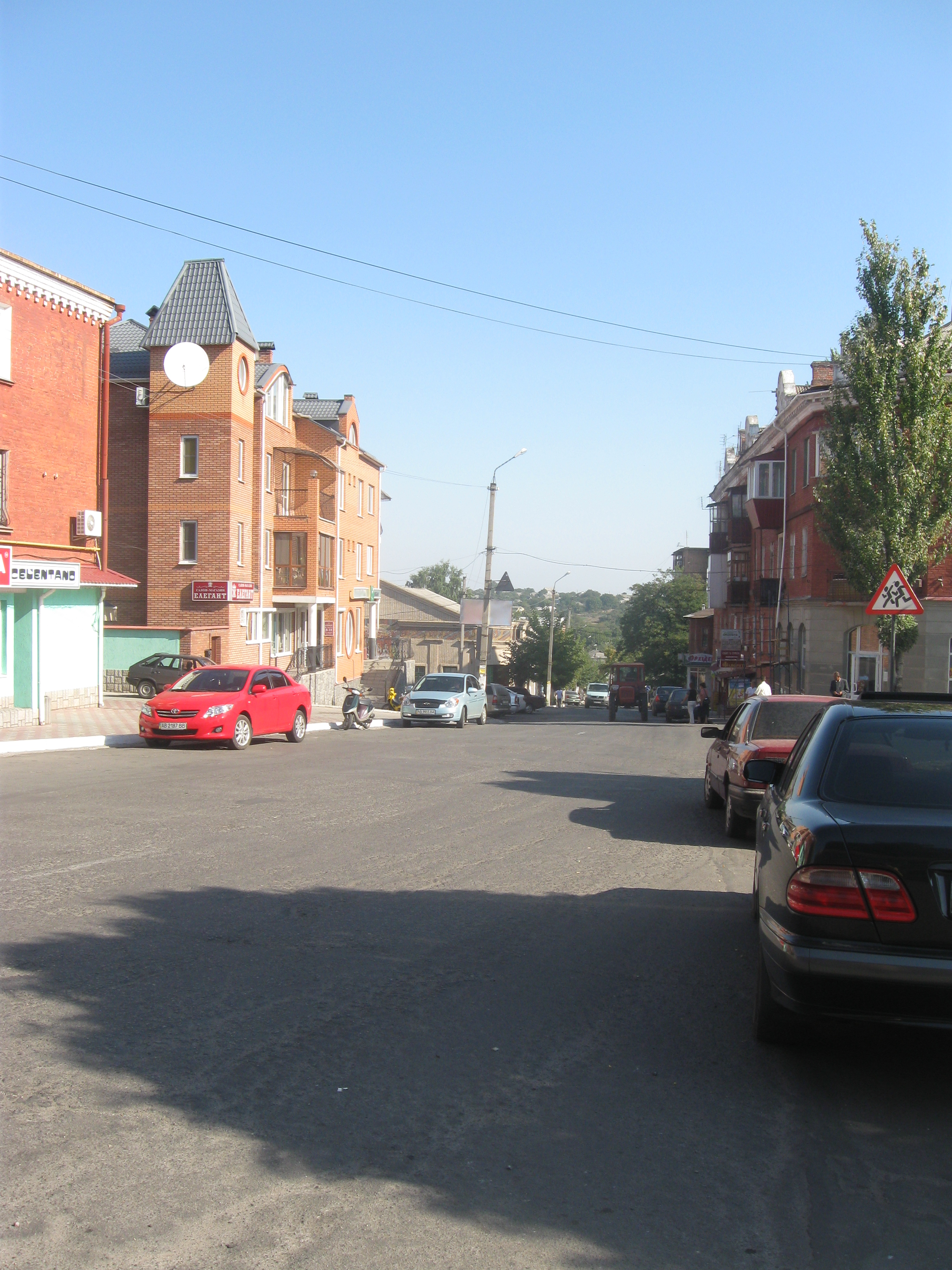
Вулиця Михайла Грушевського біля перехрестя з проспектом Олійника

- Гарнізонний провулок (колишній Лазо[1])
- Вулиця Миколи Гастелло
- Провулок Миколи Гастелло
- Гвардійський провулок
- Алея Графа Гейдена (колишня Енгельса[1])
- Вулиця Героїв АТО (колишня Аркадія Гайдара[1])
- Провулок Героїв АТО (колишній Аркадія Гайдара[1])
- Вулиця Героїв Афганістану (колишня Воїнів-Інтернаціоналістів[1])
- Провулок Героїв Чорнобиля (колишня Щорса[1])
- Вулиця Герцена
- Гімназичний узвіз
- Вулиця Михайла Глинки
- Провулок Миколи Гоголя
- Провулок Гончарова
- Вулиця Горєлова
- Горіхова вулиця (колишня Лібкнетхта[1])
- Городній провулок

- Вулиця Максима Горького бере початок від вулиці Пушкіна, закінчується тупиковим перехрестям із вулицею Нижньою Базарною. Названа на честь російського та радянського письменника, публіциста та драматурга Максима Горького. Довжина 427 м. Увінчана кам'яничками та будівлями раннього повоєнного періоду. Акуратна тиха вуличка центрального району.

- Провулок Гришина

- Вулиця Михайла Грушевського довжиною 827 м, розташовується в місцевості Товарна. Утворена у 1900-ті роки під назвою Єкатериненська, 1921 року отримала нинішню назву[3]. Прив'язується до вулиць Української i Київської, а до неї в свою чергу Кашевича, провулок Михайла Грушевського, Училищна, Нижня Базарна, тупик Дарвіна, Верхня Базарна, Сєрова, Затишна, Остапа Вишні, Тимірязева, Валерія Брезденюка, Національна та Базарний провулок. На початку 1930-х років на вулиці за № 23 збудували Районний будинок культури. На вулиці розташований Жмеринський міський районний центр зайнятості, за № 21.

- Провулок Михайла Грушевського

### Д
- Дарвіна тупик бере початок біля вулиці Михайла Грушевського і завершується тупиком. Довжина 83,5 м. Вулиця не схожа на центральну — незасфальтоване покриття, маленькі будиночки приватного сектору. Оскільки тупик короткий на ньому нема жодного підприємства, лише житлова забудова. Тупик названий на честь великого англійського вченого-еволюціоніста Чарлза Роберта Дарвіна[2]. Місцевість Товарний масив.

- Вулиця Декабристів
- Вулиця Демократична
- Деповська вулиця
- Вулиця Добролюбова
- Вулиця Доватора
- Вулиця Олександра Довженка
- Вулиця Долинська
- Долинський провулок
- Провулок Федора Достоєвського
- Вулиця Дружби (колишня Моріса Тореза[1])

### Є
| Назва                   | Зображення | Мапа | Координати                                                                  | Колишня назва       | Короткі відомості | Місцевість      |
| Вулиця Єдності          |            |      | 49°02′24.3″ пн. ш. 28°07′14.2″ сх. д. / 49.040083° пн. ш. 28.120611° сх. д. | Миколи Островського | Знаходиться у центрально-східній частині міста, пролягає від провулку Єдності до Абрикосового провулку. З іншими вулицями не перетинається. Довжина 300 м. Забудова приватна житлова. Покриття ґрунтове, рух двосторонній. Перейменована у ході декомунізації.                                                         | Заріччя         |
| Провулок Єдності        |            |      | 49°02′21.6″ пн. ш. 28°07′10.7″ сх. д. / 49.039333° пн. ш. 28.119639° сх. д. | Миколи Островського | Розташування аналогічне однойменній вулиці. Пролягає від перехрестя вулиць Космонавтів та Братерства до Сідовської вулиці. До провулку прилучається вулиця Єдності. Протяжність — 140 м. Фактично виконує роль проїзду. Також перейменований у ході декомунізації.                                                     | Заріччя         |
| Вулиця Сергія Єсеніна   |            |      | 49°02′59.9″ пн. ш. 28°07′22.4″ сх. д. / 49.049972° пн. ш. 28.122889° сх. д. | —                   | Вулиця у північно-східній частині міста, бере початок від вулиці Космонавтів, перетинає проїзди між вулицями та закінчується вулицею Василя Стуса. Довжина вулиці — 715 м. Забудова житлова, одноповерхова. Покриття ґрунтове. Рух двосторонній. Названа на честь російського поета Сергія Єсеніна.                    | Велика Жмеринка |
| Провулок Сергія Єсеніна |            |      | 49°02′56.8″ пн. ш. 28°07′21.5″ сх. д. / 49.049111° пн. ш. 28.122639° сх. д. | —                   | Невеликий провулок у північно-східній частины міста, що простягається від вулиці Сергія Єсеніна до вулиці Василя Стуса. З іншими вулицями не пересікається. Протяжність — 245 м. Забудова одноповерхова житлова. Покриття ґрунтове, рух двосторонній. Як і вулиця, названий на честь російського поета Сергія Єсеніна. | Велика Жмеринка |

### Ж
| Назва                          | Зображення | Мапа | Координати                                                                  | Колишня назва | Короткі відомості | Місцевість      |
| Провулок Жовтневий             |            |      | 49°01′57.3″ пн. ш. 28°07′20.3″ сх. д. / 49.032583° пн. ш. 28.122306° сх. д. | —             | Невеликий тупиковий провулок у центральній частині міста, що пролягає від вулиці Верхньої Трудової. Знаходиться між Лютневим та Партизанським провулком, від тупика є невеликий пішохідний прохід до вищезгаданого Лютневого провулку. Протяжність вулиці 160 м. Забудова приватна, житлова, переважно одноповерхова. Неподалік знаходиться школа № 3. | Калинка         |
| Вулиця Жуковського             |            |      | 49°02′43.8″ пн. ш. 28°07′17.6″ сх. д. / 49.045500° пн. ш. 28.121556° сх. д. | —             | Вулиця у східній частні міста, що пролягає від вул. В. Стуса до вул. Братерства. До неї прилягають вулиці Нова, Механізаторів та Дружби. Протяжність вулиці становить 550 м. Покриття асфальтне. Забудова приватна, житлова, переважно одноповерхова. Названа на честь російського письменника Василя Жуковського. | Велика Жмеринка |
| Вулиця Архітектора Журавського |            |      | 49°02′07.0″ пн. ш. 28°06′45.2″ сх. д. / 49.035278° пн. ш. 28.112556° сх. д. | Енгельса      | Вулиця в центрі міста, розташована паралельно вулиці Бориса Олійника, алеї Графа Гейдена та площі Миру. Прилягає до вулиці Київської з одного кінця, а з іншого, як пішохідний прохід, до вулиці Богдана Хмельницького. Протяжність вулиці (разом із пішохідною частиною) становить 340 м. Покриття асфальтне, плитка. Забудова дуже щільна, житлова багатоповерхова, поруч із вулицею розміщені центральна залізнична станція, Будинок залізничників, технічна бібліотека і Церква святого Олександра Невського. Власне вулиця названа на честь видатного архітектора Зиновія Журавського, що складав проект залізничного вокзалу, чим жмеринчани йому і завдячують. | Центр           |

### З
- Вулиця Володимира Забаштанського (колишня Павла Морозова[1])
- Вулиця Генерала Заболотного (колишня Фурманова[1])
- Заводський тупик
- Вулиця Залізнична
- Вулиця Зарічна
- Затишна вулиця (колишня Дем'яна Бєдного[1])
- Затишний провулок (колишній Дем'яна Бєдного[1])
- Вулиця Західна
- Західний провулок
- Західний тупик
- Вулиця Зелена
- Вулиця Злагоди (колишня Лагоди[1])
- Вулиця Зоряна

### К
| Назва                          | Зображення | Мапа | Координати                                                                  | Колишня назва           | Короткі відомості | Місцевість                                                            |
| Вулиця Казкова                 |            |      | 49°02′28.7″ пн. ш. 28°07′40.9″ сх. д. / 49.041306° пн. ш. 28.128028° сх. д. | —                       | Вулиця починається з вулиці Братерства та закінчується перехрестям із вулицею Верхньою Мельничною (Млиновою). Забудова приватна, покриття ґрунтове, рух двосторонній. | Заріччя                                                               |
| Вулиця Калинова                |            |      | 49°02′12.3″ пн. ш. 28°05′06.1″ сх. д. / 49.036750° пн. ш. 28.085028° сх. д. | Войкова                 | Коротка вулиця (протяжність — 190 м), знаходиться у західній частині міста. Бере початок від вулиці Петра Чайковського, як продовження вулиці Черняховського, закінчується біля вулиці Українського козацтва. Покриття ґрунтове, забудова одноповерхова, рух двосторонній. Наприкінці вулиці знаходиться Молитовний будинок, поруч кінцева маршруту 9а. Перейменована у ході декомунізації. | Південно-Західний масив                                               |
| Провулок Камкамідзе            |            |      | 49°02′03.1″ пн. ш. 28°05′34.0″ сх. д. / 49.034194° пн. ш. 28.092778° сх. д. | —                       | Провулок у так званому «Миколаївському» кварталі, що бере початок від Миколаївського провулку і закінчується злиттям із Корчовим провулком. Протяжність 166 м, покриття ґрунтове, рух довільний. Забудова одноповерхова. Названий на честь радянського воїна Камкамідзе, що загинув під час звільнення села Михайлин, Козятинського району, Вінницької області. | Вугільник                                                             |
| Вулиця Устима Кармалюка        |            |      | 49°01′37.7″ пн. ш. 28°05′40.0″ сх. д. / 49.027139° пн. ш. 28.094444° сх. д. | —                       | Вулиця знаходиться у південній частині міста, бере початок від провулку Миру, до вулиці прилучаються провулки Ромський, Квітучий, Гончарова та вул. Вербна. Закінчується перехрестям із безіменним провулком до якого прилягає Маслозавод. Протяжність вулиці 850 м. Покриття ґрунтове. Рух двосторонній. Забудова приватна, переважно одноповерхова. Вулиця названа на честь українського національного героя, провідника повстанського руху у Поділлі 1813—1835 рр. Устима Якимовича Кармалюка. | Корчівка                                                              |
| Вулиця Карпінського            |            |      | 49°01′48.3″ пн. ш. 28°06′17.5″ сх. д. / 49.030083° пн. ш. 28.104861° сх. д. | —                       | Вулиця у центральній частині міста, що бере початок від вулиці Михайла Коцюбинського, а закінчується перехрестям із Гімназичним узвозом, неподалік від якого знаходиться міст через заболочений струмок. Забудова приватна, одноповерхова. Покриття ґрунтове, рух двосторонній, протяжність вулиці 230 м. Вулиця названа на честь російського геолога, академіка та дійсного члена ВУАН з 1925 — Олександра Карпінського.                                                                         | Кавказ                                                                |
| Вулиця Кашевича                |            |      | 49°02′36.5″ пн. ш. 28°06′34.9″ сх. д. / 49.043472° пн. ш. 28.109694° сх. д. | Варшавська              | Бере початок біля вулиці Київської і завершується на перехресті з вулицею Михайла Грушевського. Довжина 842 м, покриття асфальтне, частково ґрунтове, рух двосторонній. Забудова житлова, приватна, одноповерхова. До вулиці прилучаються Шкільний та Оборонний провулки, а також вулиці Українська, В. Забаштанського та 22 січня. Вулиця названа на честь машиніста, командира загону Червоної армії, що загинув під час оборони залізничної станції — Й. С. Кашевича.                          | Товарний масив                                                        |
| Вулиця Квітнева                |            |      | 49°03′10.9″ пн. ш. 28°05′51.9″ сх. д. / 49.053028° пн. ш. 28.097750° сх. д. | —                       | Невелика, тупикова з обох сторін, вулиця, протяжністю 300 м, що знаходиться у північно-західній частині міста. Покриття ґрунтове, рух двосторонній. Забудова приватна, переважно одноповерхова. Перетинається із безіменним проїздом, що з'єднує її із паралельними вулицями Молодіжною, Першотравневою, Революції Гідності та Івана Асмолова. | Першотравневий масив                                                  |
| Провулок Квітучий              |            |      | 49°01′46.4″ пн. ш. 28°05′25.1″ сх. д. / 49.029556° пн. ш. 28.090306° сх. д. | Фадеєва                 | Знаходиться в південній часитині міста. Бере початок від вулиці Свободи і закінчується за межами міста зливаючись із вулицею Достоєвського в польову трасу до Малої Жмеринки. Протяжність провулка становить 850 м. Покриття ґрунтове, рух двосторонній. Забудова приватна, переважно одноповерхова. До провулку прилучаються вулиці Щаслива, Солідарності, М. Кутузова, Миру, У. Кармалюка, З. Космодем'янської, Відродження та Незалежності. Провулок перейменований у ході декомунізації.      | Корчівка                                                              |
| Вулиця Київська                |            |      | 49°02′54.7″ пн. ш. 28°06′21.4″ сх. д. / 49.048528° пн. ш. 28.105944° сх. д. | Сербинівська, Свердлова | Одна з головних вулиць міста. Розпочинається від вулиці Олійника і простягається до ЦРЛ, далі переходить у браїлівську трасу. Вулицею проходять маршрути 1а, 1б, 2а, а також безліч приміських «маршруток». У будинку № 13 розмістилося Залізничне училище. Довжина — 3,8 км, покриття асфальтне. Забудова переважно приватна, житлова. Назва походить від зал. лінії, що проходить вздовж вулиці до Києва.                                                                                       | Привокзальний масив, Товарний масив, Велика Жмеринка, Київський масив |
| Київський проїзд               |            |      | 49°03′09.6″ пн. ш. 28°06′24.8″ сх. д. / 49.052667° пн. ш. 28.106889° сх. д. | —                       | Невеликий проїзд у північній частині міста, що з'єднує вулицю Київську та вулицю Визволення. До проїзду прилучається вулиця Чигоріна. Протяжність становить 700 м. Покриття ґрунтове, рух двосторонній. Забудова приватна, переважно житлова одноповерхова. Назва походить від київського залізничного напрямку, так, як і у Київської вулиці. | Велика Жмеринка                                                       |
| Тупик Київський                |            |      | 49°02′24.5″ пн. ш. 28°06′22.2″ сх. д. / 49.040139° пн. ш. 28.106167° сх. д. | —                       | Тупик у центральній частині міста, бере початок від вулиці Київської. З іншими вулицями не перетинається. Протяжність — близько 120 м. Покриття асфальтне. Рух довільний. Забудова житлова, приватна одно- та комунальна багатоповерхова. Названий від вулиці, з якої розпочинається. | Товарний масив                                                        |
| Вулиця Кобзарів                |            |      | 49°03′08.3″ пн. ш. 28°06′52.7″ сх. д. / 49.052306° пн. ш. 28.114639° сх. д. | Блюхера                 | Невелика вулиця у північній частині міста (протяжність 250 м). Бере початок від вулиці Космонавтів, закінчується влиттям у вулицю Героїв АТО. Де-факто виконує роль проїзду між цими двома вищезгаданими вулицям, адже з іншими вона не пересікається. За нею названа зупинка, що працює у режимі «На вимогу», через яку проходить автобус № 1б. Покриття ґрунтове, рух двосторонній. Названа на честь українських кобзарів.                                                                      | Велика Жмеринка                                                       |
| Вулиця Ольги Кобилянської      |            |      | 49°03′20.3″ пн. ш. 28°07′10.4″ сх. д. / 49.055639° пн. ш. 28.119556° сх. д. | —                       | | Київський масив                                                       |
| Тупик Ольги Кобилянської       |            |      | 49°03′16.4″ пн. ш. 28°07′07.8″ сх. д. / 49.054556° пн. ш. 28.118833° сх. д. | —                       | | Київський масив                                                       |
| Вулиця Кобринця                |            |      | 49°02′13.2″ пн. ш. 28°05′13.3″ сх. д. / 49.037000° пн. ш. 28.087028° сх. д. | —                       | | Південно-Західний масив                                               |
| Провулок Кожевний              |            |      | 49°02′18.3″ пн. ш. 28°07′21.3″ сх. д. / 49.038417° пн. ш. 28.122583° сх. д. | —                       | | Заріччя                                                               |
| Вулиця Козицького              |            |      | 49°01′47.6″ пн. ш. 28°06′34.4″ сх. д. / 49.029889° пн. ш. 28.109556° сх. д. | —                       | | Постройки                                                             |
| Вулиця Коноваленка             |            |      | 49°01′35.7″ пн. ш. 28°08′28.4″ сх. д. / 49.026583° пн. ш. 28.141222° сх. д. | —                       | | Петрівка                                                              |
| Вулиця Володимира Короленка    |            |      | 49°01′59.0″ пн. ш. 28°06′38.3″ сх. д. / 49.033056° пн. ш. 28.110639° сх. д. | Гімназична              | | Кавказ                                                                |
| Провулок Корчовий              |            |      | 49°02′04.2″ пн. ш. 28°05′36.6″ сх. д. / 49.034500° пн. ш. 28.093500° сх. д. | —                       | | Вугільник                                                             |
| Вулиця Зої Космодем'янської    |            |      | 49°01′35.5″ пн. ш. 28°05′38.2″ сх. д. / 49.026528° пн. ш. 28.093944° сх. д. | —                       | | Корчівка                                                              |
| Вулиця Космонавта Комарова     |            |      | 49°02′42.4″ пн. ш. 28°05′38.0″ сх. д. / 49.045111° пн. ш. 28.093889° сх. д. | —                       | | Південно-Західний масив                                               |
| Вулиця Космонавтів             |            |      | 49°02′52.6″ пн. ш. 28°07′08.1″ сх. д. / 49.047944° пн. ш. 28.118917° сх. д. | Верхня Базарна          | Довжина — 2,15 км, заасфальтована, рух двосторонній. Забудова одноповерхова. 1878 року було зведено храм святого Архістратига Михаїла на перетині з вулицею Сковороди. 1897 року поруч із храмом зведено жіночу школу, нині тут знаходиться дитячий будинок сімейного типу. На початку XX століття вся місцевість Велика Жмеринка, де розташована вулиця, була викуплена графом Гейденом. | Велика Жмеринка                                                       |
| Тупик Космонавтів              |            |      | 49°03′03.4″ пн. ш. 28°07′01.5″ сх. д. / 49.050944° пн. ш. 28.117083° сх. д. | —                       | | Велика Жмеринка                                                       |
| Вулиця Костельна               |            |      | 49°01′43.7″ пн. ш. 28°07′15.8″ сх. д. / 49.028806° пн. ш. 28.121056° сх. д. | —                       | | Калинка                                                               |
| Вулиця Івана Котляревського    |            |      | 49°01′32.8″ пн. ш. 28°08′28.4″ сх. д. / 49.025778° пн. ш. 28.141222° сх. д. | —                       | | Петрівка                                                              |
| Вулиця Михайла Коцюбинського   |            |      | 49°01′56.5″ пн. ш. 28°06′17.7″ сх. д. / 49.032361° пн. ш. 28.104917° сх. д. | —                       | | Кавказ                                                                |
| Провулок Михайла Коцюбинського |            |      | 49°01′54.5″ пн. ш. 28°05′55.8″ сх. д. / 49.031806° пн. ш. 28.098833° сх. д. | —                       | | Кавказ                                                                |
| Вулиця Олега Кошового          |            |      | 49°01′17.0″ пн. ш. 28°07′05.0″ сх. д. / 49.021389° пн. ш. 28.118056° сх. д. | —                       | | Постройки                                                             |
| Вулиця Крайня                  |            |      | 49°02′30.7″ пн. ш. 28°07′40.5″ сх. д. / 49.041861° пн. ш. 28.127917° сх. д. | —                       | | Заріччя                                                               |
| Провулок Краснодонський        |            |      | 49°02′52.6″ пн. ш. 28°06′23.1″ сх. д. / 49.047944° пн. ш. 28.106417° сх. д. | —                       | | Велика Жмеринка                                                       |
| Провулок Кривий                |            |      | 49°01′58.3″ пн. ш. 28°07′47.4″ сх. д. / 49.032861° пн. ш. 28.129833° сх. д. | —                       | | Доваторський масив                                                    |
| Вулиця Кривоноса               |            |      | 49°01′33.2″ пн. ш. 28°06′52.4″ сх. д. / 49.025889° пн. ш. 28.114556° сх. д. | —                       | | Постройки                                                             |
| Вулиця Івана Крилова           |            |      | 49°02′36.7″ пн. ш. 28°05′24.8″ сх. д. / 49.043528° пн. ш. 28.090222° сх. д. | —                       | | Південно-Західний масив                                               |
| Тупик Івана Крилова            |            |      | 49°01′45.6″ пн. ш. 28°06′05.8″ сх. д. / 49.029333° пн. ш. 28.101611° сх. д. | —                       | | Корчівка                                                              |
| Провулок Криничний             |            |      | 49°02′16.3″ пн. ш. 28°07′26.3″ сх. д. / 49.037861° пн. ш. 28.123972° сх. д. | —                       | | Заріччя                                                               |
| Вулиця Миколи Куйбишева        |            |      | 49°01′51.3″ пн. ш. 28°06′30.8″ сх. д. / 49.030917° пн. ш. 28.108556° сх. д. | —                       | | Кавказ                                                                |
| Вулиця Олександра Куприна      |            |      | 49°01′50.6″ пн. ш. 28°07′18.6″ сх. д. / 49.030722° пн. ш. 28.121833° сх. д. | —                       | | Доваторський масив                                                    |
| Вулиця Михайла Кутузова        |            |      | 49°01′41.9″ пн. ш. 28°05′43.2″ сх. д. / 49.028306° пн. ш. 28.095333° сх. д. | —                       | | Корчівка                                                              |

### Л
- Тупик Леваневського
- Провулок Левадний
- Провулок Левченка
- Вулиця Миколи Леонтовича (колишня Красіна[1])
- Вулиця Михайла Лермонтова
- Провулок Лесі Українки
- Вулиця Липнева (колишня Постишева[1])
- Липневий провулок (колишній Постишева[1])
- Вулиця Литвиненка
- Лікарняний тупик
- Лісова вулиця
- 1-й Лісовий провулок
- 2-й Лісовий провулок
- Вулиця Михайла Ломоносова
- Львівська вулиця
- Лютневий провулок
- Лялецька вулиця

### М

Жмеринська ТЕЦ, вид із вулиці Магістральної

- Магістральна вулиця названа на честь магістралі Т 0218. Довжина вулиці 710 м, заасфальтована. Забудова одно- й багатоповерхова. Вулицею проходить автобусний маршрут 2а. По вулиці розташовуються Жмеринська хутрова фабрика (№ 67)[6], ринок «ТЕЦ» і Жмеринське районне відділення всеукраїнського об'єднання ветеранів (№ 21)[7].

- Малиновий провулок
- Вулиця Марка Вовчка
- Провулок Григорія Масалюка
- Вулиця Олександра Матросова
- Провулок Олександра Матросова
- Тупик Володимира Маяковського
- Медична вулиця (колишня Запотоцького[1])
- Медова вулиця
- Межирівський провулок
- Вулиця Мельника
- Вулиця Дмитра Менделєєва
- Тупик Дмитра Менделєєва
- Метеорологічна вулиця
- Вулиця Механізаторів
- Вулиця Мечникова
- Миколаївський провулок
- Вулиця Миру
- Провулок Миру
- Тупик Івана Мічурина
- Млинова вулиця
- Могилівська вулиця
- Мокрий провулок
- Молодіжна вулиця
- Молодогвардійський провулок
- Молодогвардійський тупик
- Вулиця Москаленка
- Провулок Москаленка

### Н
- Народна вулиця (колишня Раскової[1])
- Народний провулок (колишній Раскової[1])
- Вулиця Національна (колишня Інтернаціональна[1])
- Вулиця Неделіна
- Вулиця Незалежності
- Вулиця Незламності (колишня 40-річчя Перемоги[8])
- Вулиця Некрасова
- Вулиця Івана Нечуй-Левицького
- Тупик Нечуй-Левицького Івана

- Нижня Базарна вулиця бере початок біля вулиці Михайла Грушевського і завершується на перехресті з вулицями Центральною, Богдана Хмельницького та Млинової. Довжина вулиці 293 м, покриття асфальтне, рух двосторонній. Забудова приватна одноповерхова, відмінна від забудови інших вулиць центра міста. На вулиці розміщується Жмеринський речовий ринок.

- Нижня Трудова вулиця
- Нова вулиця

### О
| Назва                     | Зображення | Мапа | Координати                                                              | Колишня назва | Короткі відомості | Місцевість              |
| Провулок Оборонний        |            |      | 49°02′43″ пн. ш. 28°06′29″ сх. д. / 49.045341° пн. ш. 28.108143° сх. д. |               | | Товарний масив          |
| Вулиця Образцова          |            |      | 49°02′43″ пн. ш. 28°06′31″ сх. д. / 49.045247° пн. ш. 28.108601° сх. д. |               | | Кавказ                  |
| Вулиця Одеська            |            |      | 49°01′45″ пн. ш. 28°07′05″ сх. д. / 49.029198° пн. ш. 28.117957° сх. д. | Жданова       | Отримала назву через напрямок виїзду з міста на Одесу. На вулиці знаходиться пам'ятка архітектури місцевого значення костел Святого Олексія (№ 71/2), філія Житлово-комунального технікуму Харківської державної академії міського господарства (№ 1а), Жмеринська текстильно-галантерейна фабрика «Світанок» (№ 139). Вулицею проходять автобусні маршрути 1а, 1б, 3, 6, 7, 9а. | Петрівка, Калинка       |
| Тупик Одеський            |            |      | 49°01′50″ пн. ш. 28°07′07″ сх. д. / 49.030528° пн. ш. 28.118697° сх. д. |               | | Калинка                 |
| Вулиця Озерна             |            |      | 49°01′48″ пн. ш. 28°07′38″ сх. д. / 49.029979° пн. ш. 28.127173° сх. д. |               | | Петрівка                |
| Вулиця Бориса Олійника    |            |      | 49°02′05″ пн. ш. 28°06′45″ сх. д. / 49.034713° пн. ш. 28.112464° сх. д. |               | | Привокзальний масив     |
| Вулиця Серго Орджонікідзе |            |      |                                                                         |               | | Товарний масив          |
| Провулок Орловський       |            |      |                                                                         |               | | Південно-Західний масив |
| Вулиця Осипенка           |            |      |                                                                         |               | | Київський масив         |
| Провулок Осипенка         |            |      |                                                                         |               | | Київський масив         |
| Вулиця Осіння             |            |      |                                                                         |               | | Петрівка                |

### П
- Вулиця Павлова
- Паркова вулиця
- Партизанський провулок
- Перекопський провулок
- Патріотична вулиця (колишня Стаханова[1])
- Вулиця Перемоги
- Переяславська вулиця
- Першотравнева вулиця
- Вулиця Пестеля
- Провулок Пестеля
- Провулок Петрівський 1 (колишній 1-й провулок Петровського[1])
- Провулок Петрівський 2 (колишній 2-й провулок Петровського[1])
- Провулок Петрівський 3 (колишній 3-й провулок Петровського[1])
- Вулиця Пирогова
- Південна вулиця
- Вулиця Підвласова
- Вулиця Плеханова
- Подільська вулиця
- Подільський тупик
- Вулиця Івана Поліщука (колишня Готвальда[1])
- Польовий провулок
- Вулиця Леоніда Полянського (колишня Пролетарська[1])
- Вулиця Василя Порика
- Вулиця Приймакова
- Продовольча вулиця
- Проїздна вулиця
- Профспілкова вулиця
- Вулиця Птахіна
- Провулок Птахіна
- Вулиця Пушкіна (колишня Миколаївська)

### Р
- Вулиця Лариси Ратушної
- Вулиця Революції Гідності (колишня Революційна[1])
- Вулиця Рибалка
- Вулиця Рилєєва
- Вулиця Максима Рильського
- Вулиця Різдвяна (колишня Комсомольська[1])
- Ромський провулок (колишня Берута[1])
- Вулиця Степана Руданського (колишня Баумана[1])
- Провулок Степана Руданського (колишній Баумана[1])

### С

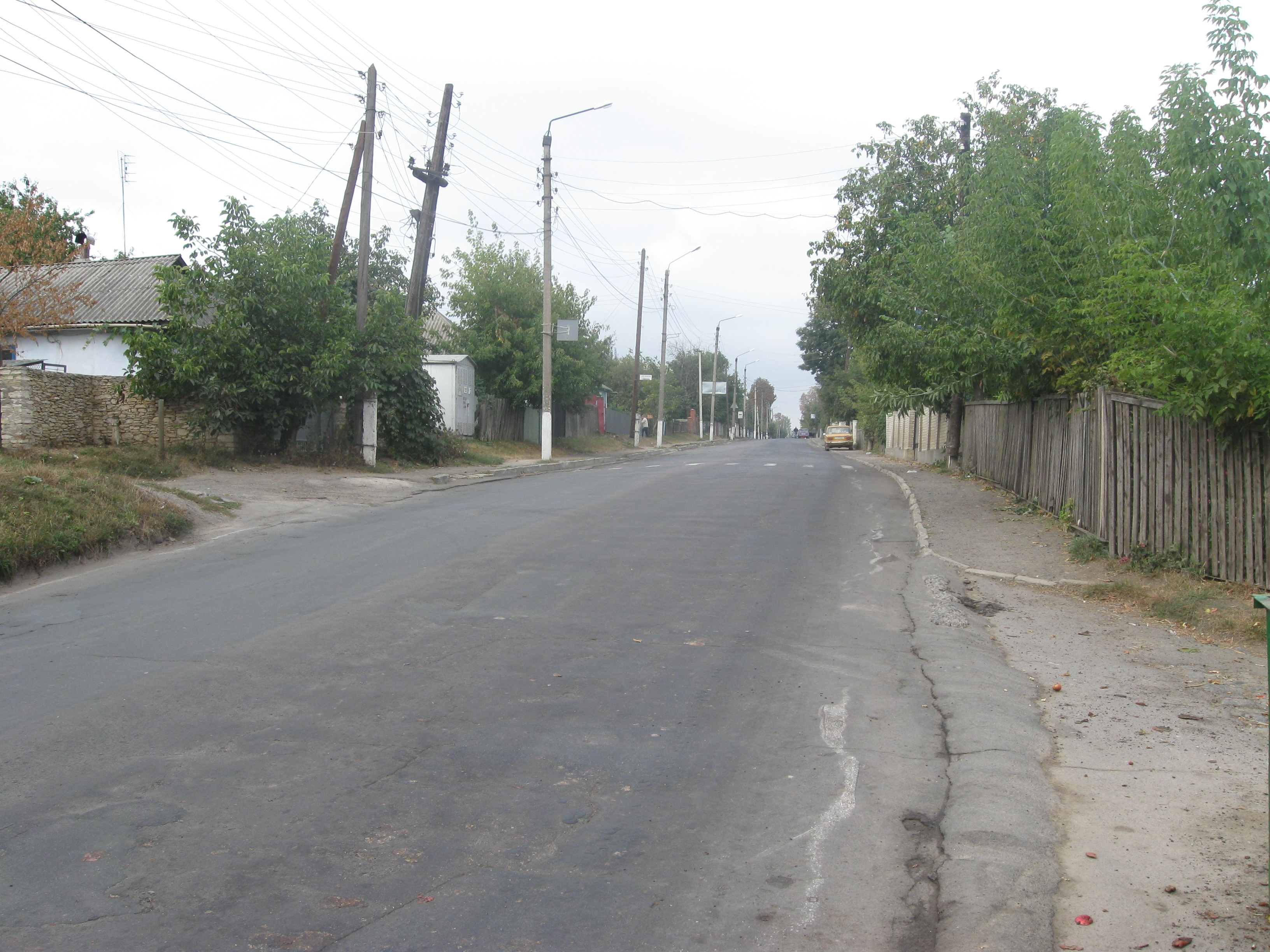
Вулиця Свободи

- Вулиця Гетьмана Сагайдачного (колишня Фрунзе[1])
- Провулок Гетьмана Сагайдачного (колишній Фрунзе[1])
- Садова вулиця
- Садовий провулок
- Провулок Сакко і Ванцетті
- Санітарний провулок

- Вулиця Свободи (колишня Кірова[1]) бере початок від вулиці Тараса Шевченка, закінчується переходом у вулицю М. Барляєва. Названа на честь радянського революціонера, громадського та політичного діяча Сергія Кірова. Довжина вулиці 1,72 км, асфальтне покриття. Забудова одноповерхова. Вулицею проходять автобусні маршрути 1а, 1б, 2а, 7 та 9а. Також на вулиці знаходиться приватне підприємство «Корунд». Вулиця є однією із основних для міста — нею проходить приміська траса Т 0218 та прямий шлях до національних трас М21, E583. Місцевості: Добробут, Корчівка.

- Вулиця Сєрова
- Сідавська вулиця

- Сільськогосподарська вулиця початок бере від вулиці Кірова, закінчується тупиком. Вулиця названа на честь сільського господарства Жмеринщині. Протяжність вулиці — 605 м. Покриття неасфальтоване. Забудова переважно одноповерхова, приватна. Неподалік, по вулиці Кірова, 165 розмістився дитячий садок. На перехресті з Вулицявулицею Миру розмістився маслозавод. Автобусні маршрути: 1а, 1б, 7. Мікрорайон Добробут.

- Вулиця Січових Стрільців (колишня Рози Люксембург[1])
- Вулиця Симонова
- Вулиця Григорія Сковороди (колишня Косіора[1])
- Слов'янська вулиця
- Провулок Юрія Смолича

- Соборна вулиця (колишня Леніна[1]) бере початок із вулиці Богдана Хмельницького та закінчується на Кривому провулку. Місцевість Заріччя. Довжина вулиці 1,14 км. Вулицею проходять автобусні маршрути 6, 7. На вулиці знаходяться районне управління УМВС (№ 58), військомат (№ 41), дитячий садок № 3 (№ 28), фонд соціального страхування з тимчасової втрати працездатності (№ 11), редакція «Жмеринського Меридіана» (№ 12), районна бібліотека (№ 3).
- Провулок Володимира Сокирка (колишній Червоногвардійський[1])

- Вулиця Солідарності (колишня Пархоменко[1])
- Сонячна вулиця
- Вулиця Володимира Сосюри
- Спускна вулиця
- Старопоштова вулиця
- Стрілецька вулиця (колишня Червоноармійська[1])
- Стрілецький провулок (колишній Червоноармійський[1])
- Провулок Богдана Ступки (колишня Котовського[1])
- Вулиця Василя Стуса (колишня Луначарського[1])
- Провулок Василя Стуса (колишній Луначарського[1])
- Тупик Василя Стуса (колишній Луначарського[1])
- Вулиця Олександра Суворова

### Т

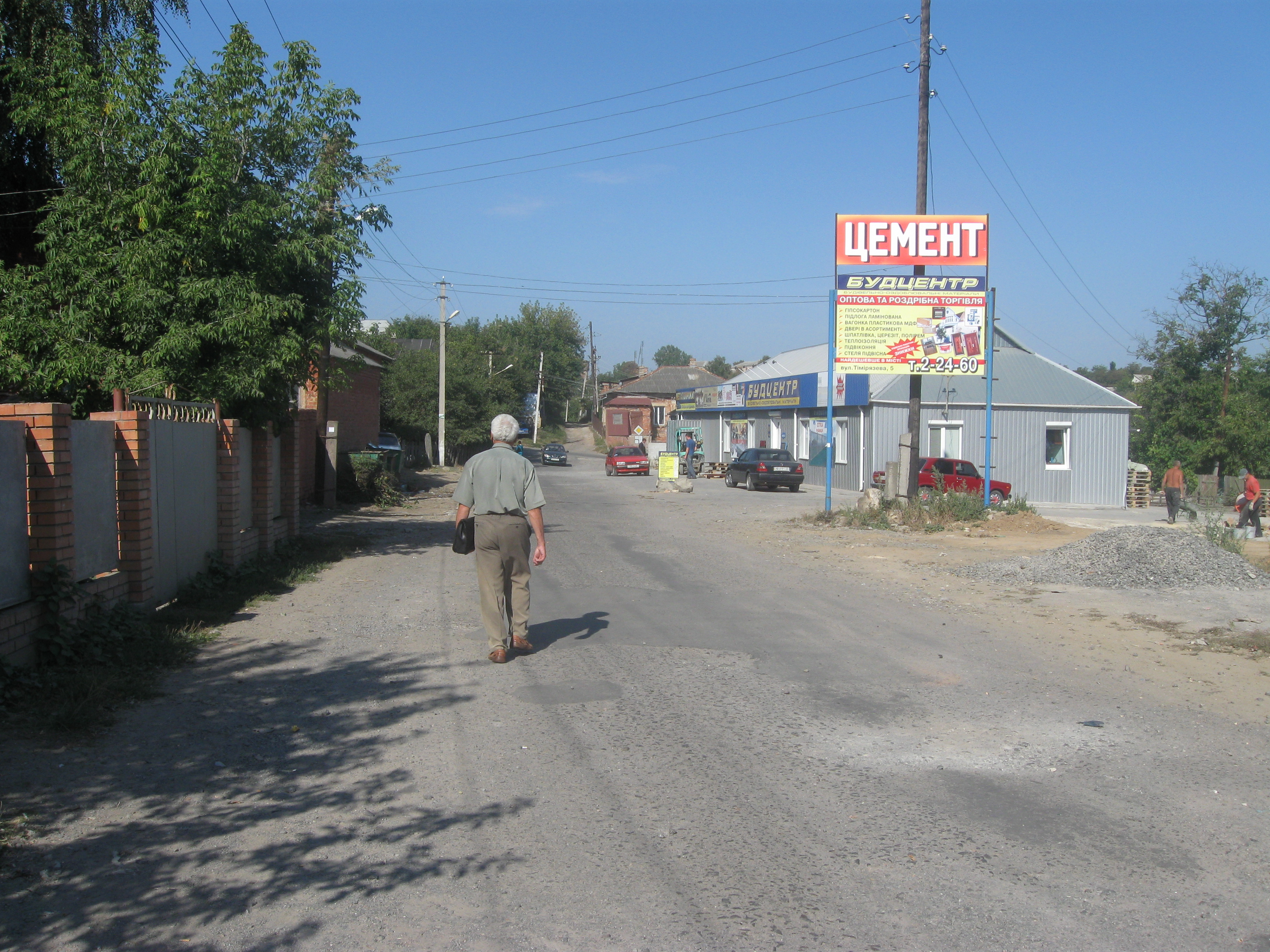
Вулиця Тімірязєва

- Тихий тупик (колишній Аркадія Гайдара[1])
- Вулиця Павла Тичини

- Вулиця Тімірязєва названа на честь російського біолога Климента Тімірязєва. Будівлі: 8 — Жмеринський районний трудовий архів, Жмеринська районна організація ветеранів; 5 — магазин «Будцентр»; 21 — кабельне телебачення[10].

- Вулиця Льва Толстого
- Травневий провулок
- Транспортна вулиця
- Тунельна вулиця
- Тунельний тупик
- Провулок Тургенєва

### У
- Вулиця Ударника
- Провулок Ударника
- Українська вулиця
- Вулиця Українського Козацтва
- Уральський провулок
- Урожайна вулиця
- Учбовий провулок
- Училищна вулиця

### Ф
| Назва               | Координати | Мапа | Координати                                                                  | Колишня назва | Короткі відомості | Місцевість              |
| Фестивальна вулиця  |            |      | 49°02′15.5″ пн. ш. 28°04′54.8″ сх. д. / 49.037639° пн. ш. 28.081889° сх. д. | —             | Одна із найновіших приватнозабудованих вулиць міста. Знаходиться у невеличкому масиві, що відокремлений від міста залізничною кільцевою дорогою та знаходиться неподалік від села Подільське. Вулиця має ґрунтове покриття, рух двосторонній. Неподалік, на вул. Калиновій — Молитовний будинок, поруч із яким знаходиться кінцева автобусного маршруту № 9а | Південно-Західний масив |
| Вулиця Івана Франка |            |      | 49°01′44.0″ пн. ш. 28°07′02.1″ сх. д. / 49.028889° пн. ш. 28.117250° сх. д. | Кишинівська   | Одна з перших вулиць міста. Пролягає вздовж залізничної колії, заасфальтована, рух двосторонній. Частина, що ближча до центру має переважно одноповерхову забудову. А ближче до лікарні вулиця забудована «хрущовками». На вулиці знаходиться дитячий садок. Неподалік також є парк                                                                          | Постройки               |

### Х
- Хлібний провулок бере початок від вулиці Радянської і завершується на перехресті з Базарним провулком. Довжина провулку — 90 м. Колись на провулку розміщувалась пекарня, на честь якої й отримав назву провулок[11]. Зараз провулок виглядає, як і більшість центральних вулиць міста: чиста, охайна, скромна вулиця з акуратним бордюрчиком та одноповерховими будиночками.

- Вулиця Богдана Хмельницького бере початок із вулиці Пушкіна а закінчується вулицею Нижня Базарна. Вулицею проходять автобусні маршрути 1а, 1б, 2а, 3, 6, 7, 9а. На вулиці знаходяться: 4 — Державне управління екології та природних ресурсів у Вінницької області (№ 4), Податкова інспекція (№ 18), Райдержадміністрація та Районна Рада (№ 4), відділення Укрпошти.

- Вулиця Василя Хмелюка (колишня Олеко Дундича[1])
- Вулиця Хосе Діаса

### Ц
- Цегельний провулок

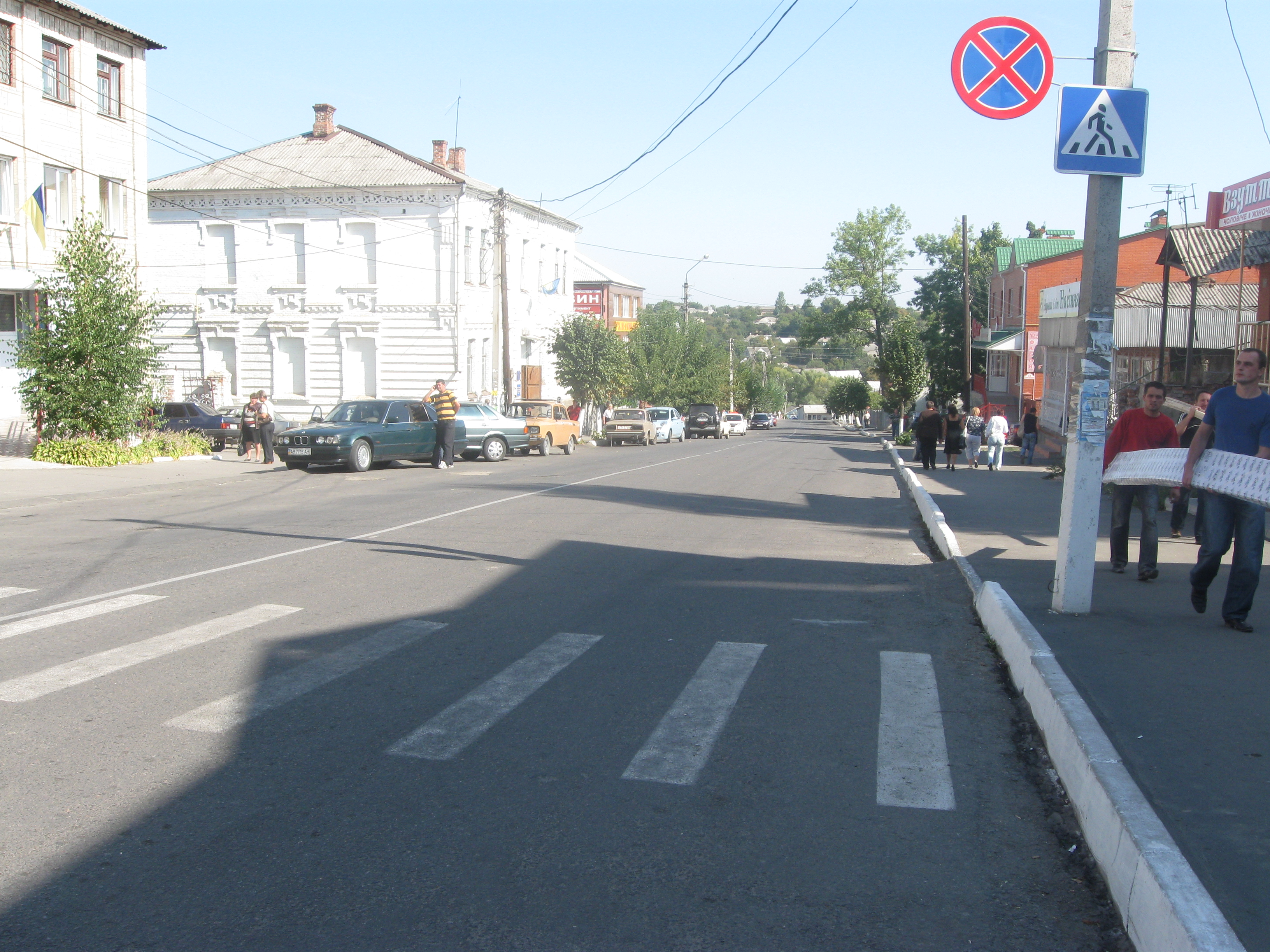
Центральна вулиця

- Центральна вулиця (колишня Графська) бере початок від вулиці Пушкіна до Нижньої Базарної. Вулицею проходять автобусні маршрути 1а, 1б. Одна із перших вулиць яку розбудовували на початку ХХ століття двоповерховою забудовою. Після розширення меж міста стала головною вулицею З часом стала не лише житловим і культурним, а й торговим центром Жмеринки. У 1969 році на вулиці розмістився перший в області широкоформатний кінотеатр «Супутник». У 1990-ті роки одні із найкрасивіших будинків вулиці були знесені, на їхньому місці проклали алею площі Миру[3]. На вулиці розташовуються будівлі Міськвиконкому, відділ держкомзему у Жмеринському районі (№ 9), Держказначейство (№ 7), концертний хол «Ермітаж» (№ 6), районна санепідемстанція і станція швидкої допомоги (№ 28).

- Цілинна вулиця
- Вулиця Ціолковського

### Ч
- Вулиця Лізи Чайкіної
- Вулиця Петра Чайковського
- Червона вулиця
- Вулиця Чернишевського
- Вулиця Черняховського
- Вулиця Антона Чехова
- Вулиця Чигоріна

- Вулиця Валерія Чкалова

- Вулиця В'ячеслава Чорновола (колишня Петровського[1]) бере початок від вулиці Москаленка, закінчується переходом у Провулок Петровського. Названа на честь українського радянського громадського та політичного діяча Григорія Петровського. Довжина 588 м, покриття асфальтне. Забудова одноповерхова. Мікрорайон Петрівка. Вулицею проходить автобусний маршрут № 3. Також на вулиці знаходиться Жмеринський будинок інвалідів.

- Провулок В'ячеслава Чорновола (колишній Петровського[1])
- Чумацька вулиця (колишня Боженка[1])

### Ш

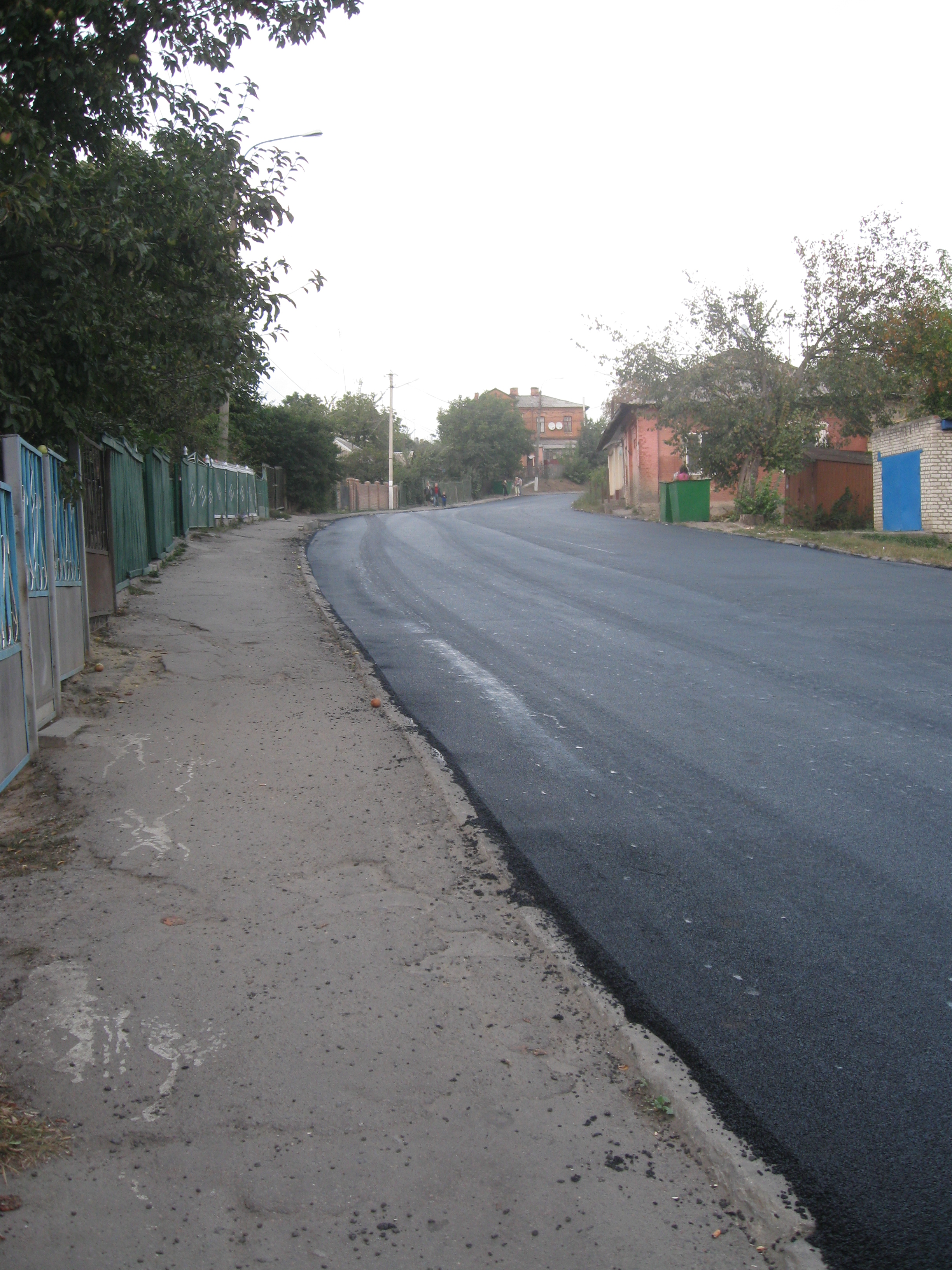
Вулиця Шевченка

- Вулиця Шевченка (колишня назва Шуазельська) бере початок на перехресті вулиць Одеської, Хмельницького та проспекту Олійника і тягнеться до села Мала Жмеринка. Названа на честь великого українського поета, письменника, громадського діяча та художника Тараса Григоровича Шевченка. Магістральною частиною вулиці проходять автошлях Т 0218, автобусні маршрути № 1а, 1б, 2а, 6, 7 та 9а.

- Провулок Тараса Шевченка

- Шекінська вулиця знаходиться в мікрорайоні ТЕЦ. Довжина вулиці понад 3 км. Названа на честь міста-побратима Жмеринки Шекі. Між будівлями № 49 та № 51 знаходиться сквер «Друзів-шекінців», у сквері пам'ятник на честь друзів-шекінців і озеро, улюблене місце відпочинку жителів Південно-Західного масиву.

- Шкільний провулок

- Вулиця Шолом-Алейхема бере початок від Вулицявулиці Максима Горького, закінчується перехрестям із вулицею Центральною. Названа на честь українського, єврейського письменника та драматурга Шолом-Алейхема. Довжина вулиці 109 м.

### Щ
- Щаслива вулиця (колишня Василя Чапаєва[1])
- Провулок Родіона Щедріна

### Я
- Яблунева вулиця
- Ясна вулиця